# Guaibasauridae
Guaibasauridae é uma família de primitivos dinossauros Saurischia, conhecidos a partir de restos fósseis do Triássico Superior no Brasil e na Argentina.
A composição exata e classificação de Guaibasauridae permanece incerta. A família foi originalmente definida por José Bonaparte e seus colegas em 1999 para conter um único gênero e espécie, Guaibassaurus candelariensis. Quando um segundo exemplar de Guaibassauro) foi melhor descrito em 2007, tornou-se mais fácil compará-lo com outros Saurísquios, que muitas vezes são difíceis de classificar porque combinam características dos dois grupos principais Saurísquios, Terópoda e Sauropodomorpha. Bonaparte e seus colegas, com mais informações obtidas a partir desta segunda amostra, constatou que o gênero Saturnalia (o que é anatomicamente bastante semelhante ao Guaibassauro) também poderia ser atribuído à Guaibasauridae, apesar de não realizar uma análise filogenética ou definir como clado Guaibasauridae. Os pesquisadores também provisoriamente atribuíram o Agnosphitys a este mal compreendido gênero e família.
Bonaparte e colaboradores (2007) constataram que os guaibasaurideos têm características em comum com os terópodas e que eles são sauropodomorfos primitivos (ou prossaurópodas. Segundo Bonaparte, é mais provável que seja um grupo muito basal da haste principal para sauropodomorfos, ou um grupo ancestral tanto de sauropodomorfos e terópodas. Além disso, os autores interpretam como evidência de que o ancestral comum das duas linhagens Saurischia são mais parecidos com terópodas do que prosauropodas.

## Taxonomia
Depois de Ezcurra (2010):
- Suborder Sauropodomorpha
  - Family Guaibasauridae
    - Agnosphitys
    - Eoraptor
    - Guaibassauro
    - Panphagia
    - Subfamily Saturnaliinae
      - Chromogisaurus
      - Pampadromaeus
      - Saturnalia